# Вуд (місячний кратер)
Кра́тер Вуд (лат. Wood) — стародавній великий метеоритний кратер, що знаходиться у північно-західній частині чаші кратера Ландау у північній півкулі зворотного боку Місяця. Назву присвоєно на честь видатного американського фізика-експериментатора Роберта Вільямса Вуда (1868—1955) й затверджено Міжнародним астрономічним союзом в 1970 році. Утворення кратера сталося у нектарському періоді.

## Опис кратера

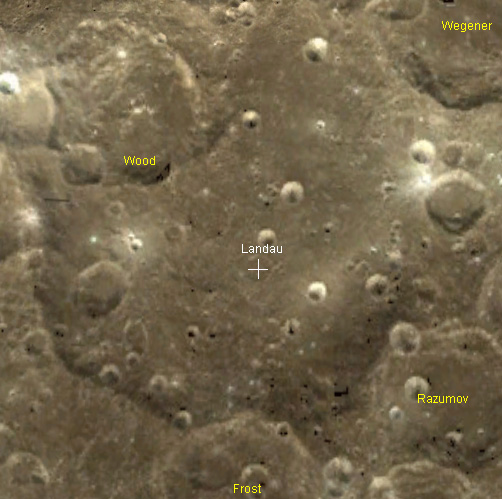
Екранна світлина программи World Wind Moon 1.3

Найближчими сусідами кратера Вуд є кратер Гульстранд на заході північному заході; кратер Вегенер на сході північному сході; кратери Разумов і Петропавловський на південному сході; кратер Фрост на півдні південному сході; кратер Дуглас на півдні і кратер Перрайн на заході південному заході. Селенографічні координати центра кратера — 43°40′ пн. ш. 121°50′ зх. д. / 43.66° пн. ш. 121.83° зх. д., діаметр — 84,2 км, глибина — 2,8 км.
Кратер розташований у північно-західній частині чаші кратера Ландау, північно-західна ділянка валу є спільною для обох кратерів. Форма кратера є близькою до циркулярної, хоча і дещо спотворена сусідніми імпактами. Північно-західна ділянка внутрішнього схилу валу є широкою і майже доходить до центральних піків. Південно-західна частина валу перекрита невеликим кратером. Середня висота валу кратера над навколишньою місцевістю — 1340 м, об'єм кратера становить приблизно 5600 км³. Дно чаші кратера рівне, поцятковане безліччю дрібних кратерів. Є група центральних піків у формі підкови, дещо зміщена на північний захід від центра чаші.

## Сателітні кратери

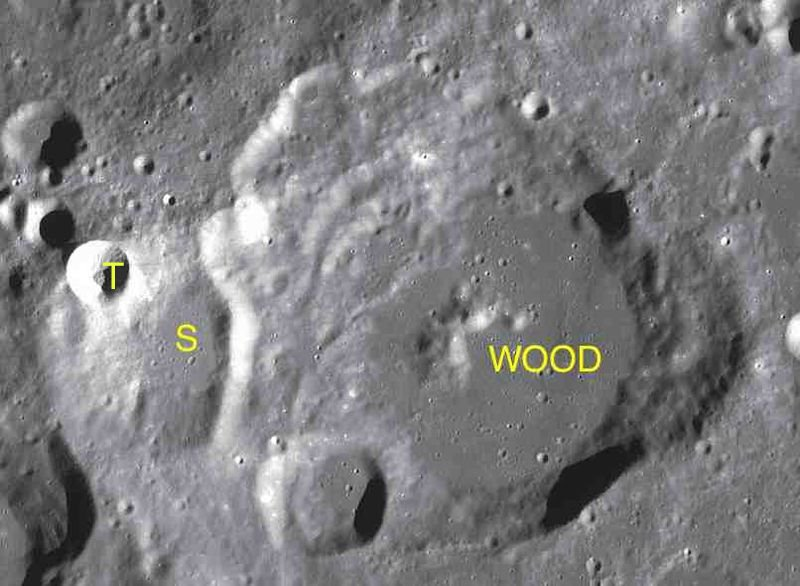
Фрагмент мапи LAC-35

| Вуд | Координати                                                  | Діаметр, км |
| --- | ----------------------------------------------------------- | ----------- |
| S   | 43°28′ пн. ш. 124°01′ зх. д. / 43.46° пн. ш. 124.01° зх. д. | 34,0        |
| T   | 43°55′ пн. ш. 124°19′ зх. д. / 43.91° пн. ш. 124.32° зх. д. | 10,5        |